# جوي ريان
جوي ريان (بالإنجليزية: Joey Ryan)‏ هو مصارع محترف أمريكي، ولد في 7 نوفمبر 1979 في لوس أنجلوس في الولايات المتحدة.

## وصلات خارجية
- جوي ريان على موقع WrestlingData.com (الإنجليزية)
- جوي ريان على موقع CageMatch worker (الإنجليزية)
- جوي ريان على موقع قاعدة بيانات المصارعة على الإنترنت (الإنجليزية)
- جوي ريان على موقع عالم المصارعة على الإنترنت (الإنجليزية)
- جوي ريان على موقع عالم المصارعة على الإنترنت (الإنجليزية)
- جوي ريان على موقع IMDb (الإنجليزية)
- جوي ريان على موقع قاعدة بيانات الفيلم (الإنجليزية)